# Nephrotoma variventris
Nephrotoma variventris is een tweevleugelige uit de familie langpootmuggen (Tipulidae). De soort komt voor in het Oriëntaals gebied.